# Daude de Pradas
Daude de Pradas (fl. 1214-1282) è stato un trovatore francese originario di Prades-Salars, nel Rouergue, non lontano da Rodez.
Ha vissuto fino a tarda età e ha ci ha lasciato 17-19 canso, tra cui dodici sul tema dell'amor cortese, tre sulla conquista sessuale, una tenzone, un planh (sulla morte di Uc Brunenc) e una canzone religiosa. Dell'intera sua opera solo una melodia ci è pervenuta.
Secondo quando si legge nella sua vida, era un canonico di Maguelonne. Nello stesso periodo, un canonico e magister di nome Deodatus de Pradas o Pratis appare in molti documenti di Rodez. Alcuni studiosi reputano non verosimile che Daude possa essere stato un canonico, mentre alcuni ipotizzano che lo fosse stato, non a Maguelonne, ma a Santa Maria in Rodez. Daude lo troviamo spesso insieme ai conti e vescovi di Rodez, nominato vicario generale di Rodez da Papa Clemente IV (1266).
Nella sua vida leggiamo che Daude era reputato un "uomo letterato erudito, con ingegno e inventiva congenita", ma siccome non era ispirato dall'amore, le sue canzoni non erano popolari e di conseguenza non venivano cantate. Daude possedeva una profonda conoscenza dei rapaci, e ha scritto anche un trattato sulla falconeria intitolato Auzels Cassadors. Deviò inoltre dalla linea tematica della lirica trobadorica per scrivere un poema didattico (ensenhamen) sulle quattro virtù cardinali.
Daude, nelle sue canzoni d'amore, esprime l'amor per una signora di rango più elevato nella speranza che Merces ("Misericordia") interceda per lui. Ma quando alla fine incontra la sua Joi Novel (nuova gioia) nel castello di lei, la sua altezzosità gli diventa insopportabile:
Daude, come molti trovatori, si rivolge al Bel Desir (bel desiderio) per aiuto, ma impiega talvolta il termine bel desir anche per riferirsi al desiderio della signora così come al suo proprio desiderio e talvolta possibilmente anche a un confidente uomo quando la sua amante diventa seccante.
La musica che ci è rimasta di Daude possiede qualche caratteristica in comune con quella di Gui d'Ussel, a cui si riferisce nella sua tenso, ma è meno variata nel motivo. È probabile che Daude abbia anche avuto contatti con Peire Cardenal o Guiraut Riquier a Rodez.

## Opere
- Ab lo douz temps que renovella
- Anc mais hom tan ben non amet
- Ben ay' Amors, quar anc me fes chauzir
- De lai on son tug miei desir
- Pois Merces no.m val ni m'ajuda
- Puois amors vol e comanda
- Si per amar ni per servir
- Tan sen al cor un amoros desir
- Trop ben m'estera si.s tolgues
- El temps que.l rossignols s'esgau
- En un sonet guay e leugier
- No cugiey mais ses comjat far chanso
- Qui finamen sap cossirar
- Amors m'envida e-m somo
- No.m puesc mudar que no-m ressit
- Del bel dezir que Joys Novels m'adutz
- Ben deu esser solatz marritz
- Sitot m'ai pres un pauc de dan
- Al temps d'estiu, qan s'alegron l'ausel
- D'ome fol ni desconoisen